# Jardin du Mail de Castres
Le jardin du Mail est un parc public situé à Castres, dans le Tarn (France). C'est un jardin à l'anglaise.

## Description

### Historique
Le jardin du Mail aurait été créé en 1867 à l'initiative du maire de l'époque, Louis Alquier-Bouffard, à la place de l'ancien terrain de jeu de mail de la ville. En 1905, une statue, le retour du Printemps, de Jules Cambos est installée dans le parc. De premiers travaux de réaménagement ont lieu dès 1920.
En 2017, de grands travaux chamboulent le jardin, pour un total de 1,2 million d'euros. L'ensemble du parc est réorganisé et la largeur des allées est réduite pour augmenter les espaces verts.

### Organisation

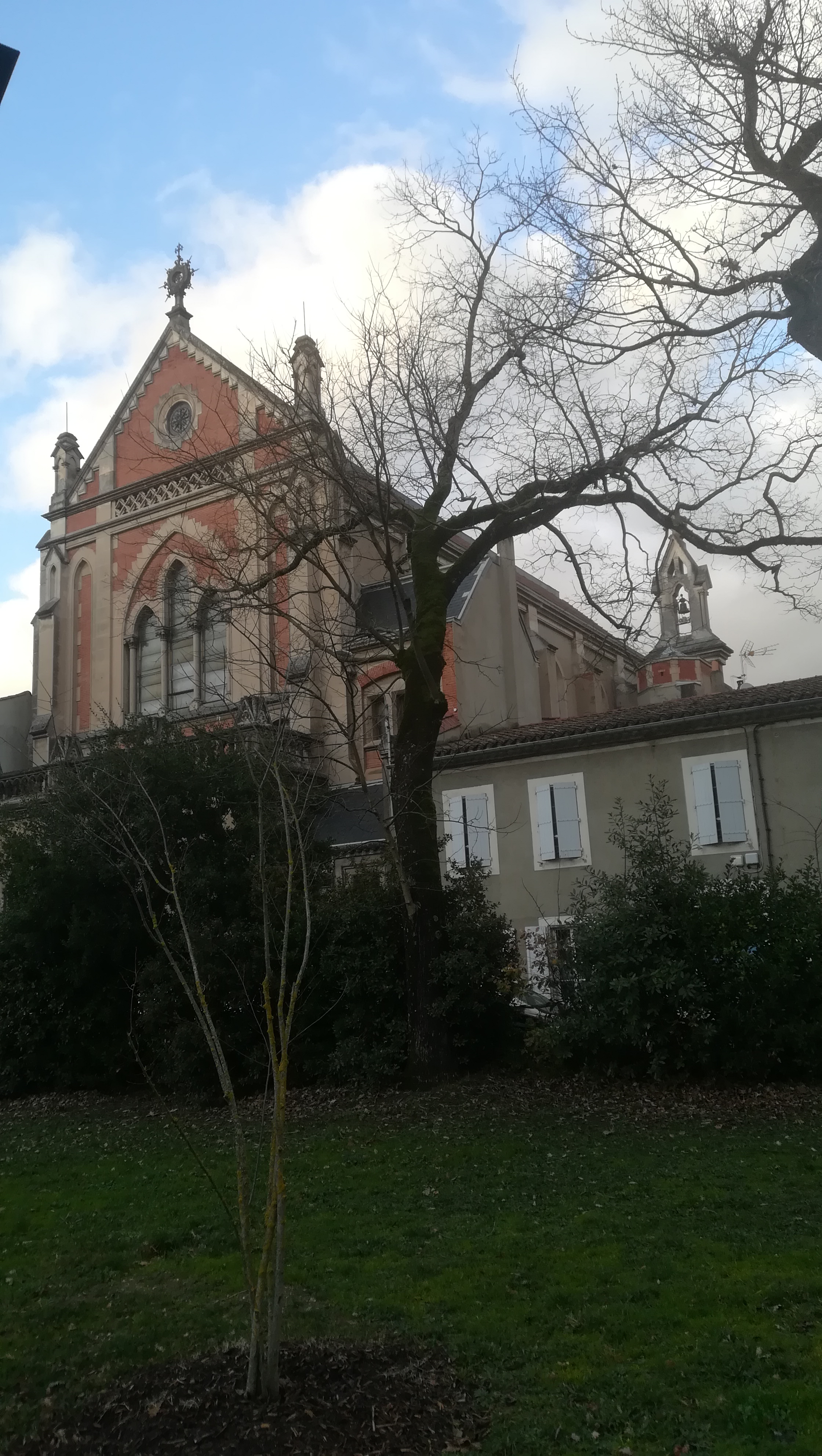
Le couvent du Saint-Sacrement vu depuis le jardin du Mail

Le jardin du mail s'étend sur un 1,8 hectare, en surplomb de l'avenue Charles de Gaulle. Il est aussi bordé par la place Soult et le couvent du Saint-Sacrement.
Le jardin du Mail est un parc à l'anglaise, et possède un canal artificiel, accompagné d'une île et d'une passerelle. De plus, il présente une cascade artificielle et une grotte. Il est composé d'arbres d'une cinquantaine d'essences différentes, parfois rares. Les plus anciens des arbres datent de la construction du parc, c'est-à-dire de la fin du XIXe siècle.